# Хистологија
Хистологија је биолошка дисциплина која проучава ткива. Савремена хистолошка методологија се заснива на коришћењу микроскопа. Неформални назив хистологије је и микроскопска анатомија. Хистопатологија проучава оболела ткива, и веома је важан део дисциплине која се зове анатомска патологија, помоћу које се може јасно успоставити дијагноза оболелом ткиву. 
Хистолошка анализа почиње са операцијом, биопсијом или аутопсијом. Добијена ткива се затим ставе на стакла и фиксирају како би се спречило изумирање узорка. Један од најчешћих начина одржавања узорка је помоћу формалина (10% раствор формалдехида у води). Узорци се затим сперу са веома концентрованим етанолом, како би се узорак дехидрирао, и затим се очисти хемикалијама као што су хлороформ или ксилен. Током овог целог процеса, који траје од 12 до 16 часова, узорак ткива ће бити у таквом физичким стању да је могуће распознати симптоме оболелог ткива. Да би ткиво са свим својим ћелијама и органелама у ћелијама било видљиво, неопходно је обојити ткиво одређеним агенсима који се надовежу на органеле на основу наелектрисаности.

## Почетак хистологије
У 19-том веку, хистологија је већ постојала као самостална наука. 1906. године Нобелова награда за Физиологију и Медицину је додељена двојици хистолога, Камило Голџију (по коме органела Голџијев апарат носи име) и Сантијагу Рамону и Кахалу (по коме су назване нуклеарне органеле Кахалова тела). Они су успели да интерпретирају неуронске структуре захваљујући узорцима ткива који су добили.

## Класификација ткива
Постоје четири основне врсте ткива: мишићно ткиво, нервно ткиво, везивно ткиво и епително ткиво. Сва ткива су подврсте ових типова ткива и припадају једном од њих. Примера ради, црвена крвна зрнца се класификују као везивно ткиво с обзиром да потичу из коштане сржи.
- Епителиум је ткиво које се налази на површини органа и штити органе као што су жлезде, танко и дебело црево, кожа, јетра, плућа, бубрези.
- Ендотелиум је ткиво које обавија и штити лимфни систем, као и вене и артерије.
- Мезотелиум се налази перикардијалном простору (срчане преткоморе)
- Мезенхим је ткиво које попуњава простор између самих органа, типа простор између мишића и костију, хрскавице, лигамената.
- Крв је ткиво које се састоји од црвених и белих ћелија.
- Неурони су ткива које формирају мозак, кичмену мождину.
- Плацента је ткиво које је специјализовано за довод хране од мајке ка фетусу.
- Неспецијализоване ћелије (на енглеском језику stem cells, посрбљено стем ћелије) су такве ћелије које на почетку развоја могу да формирају било које од горенаведених врста ткива.

## Сродне науке
- Цитологија је наука која проучава ћелије, њихове особине, функције и ћелијску деобу.
- Анатомија је наука која проучава унутрашњу грађу организама, видљиву без помагала типа микроскопа.
- Морфологија је наука која проучава организме у целости, као и њихове облике и величине.